# Jan D. Gerlach
Jan D. Gerlach (* 28. November 1975 in Wuppertal) ist ein deutscher Kameramann.

## Leben
Über den Umweg als Schneider fand Jan D. Gerlach 2001 in die Medienwelt. Er arbeitet dort als Aufnahmeleiter im Tagesgeschäft bei Live-Übertragungen unter anderem auch für die Fußball-Bundesliga. 
2002 kam er nach Hamburg und lernte dort Joachim Bornemann kennen. 
Drei Jahre später ist er auch als Motiv- und Aufnahmeleiter für Spielfilme und Fernsehspiele tätig. Seine Liebe zu den Hamburger Bands spiegelt sich in der Filmmusik seiner ersten Kameraarbeit Sankt Pauli! – Rausgehen – Warmmachen – Weghauen.
Er veröffentlicht seit 2010 seine Arbeiten im Bereich Film, Foto, Licht auch unter dem Namen Jay D Gee.

## Werke
- Sankt Pauli! – Rausgehen – Warmmachen – Weghauen. 2008.